# アーサー・ピューティーは夜の魔女
『アーサー・ピューティーは夜の魔女』（アーサー・ピューティーはよるのまじょ）は、木々津克久による日本の漫画作品。『コミックフラッパー』（メディアファクトリー）にて、2009年より不定期に連載中。

## 概要
新種のバクテリアが、空気感染によって全世界の人間に爆発的に寄生・感染したことで世界は急変した。感染者は未感染者を襲うようになり、世界中で暴動と虐殺が行われた。裕福な暮らしから一転、感染者から追われる身となったアーサー・ピューティーは、従者のアタルとともにあてのない逃避行の旅を続けることになる。

## 登場人物
アーサー・ピューティー
赤毛の長髪が特徴的な美女。外見は普通の人間と変わらないが、数百年以上生きている魔女であり「夜の魔女」の異名を持つ。最強の三人の魔女のうちの一人であり、巨人に変身して敵を握りつぶす怪力、髪を羽根に変形させて空を飛ぶ機動力、全身をバラバラに引き裂かれても再生する生命力など、多彩な能力を持つ。人間が神を信奉するように、彼女は大暗黒神を信奉している。
アタル
アーサーの従者の男。感染者の襲撃によって左目を失い、その後は眼帯をつけている。肉体は既に死んでいるが、アーサーの魔力でゾンビとなって活動している。
ブラバッギー
高度な科学技術を持つ発明家。複雑に絡み合ったツタのような植物体の生物で、山の奥深くに「秘密基地」として高層ビルを建設し、そこに住んでいる。実験材料として「猿」を飼っている。
土精ヴィイ
とある「観光」産業で栄える町の支配者。叡智の魔物と呼ばれ、その知恵と温厚な性格で人々に愛されていた。布で目を隠しているが、その目には叡智が宿るという。
フィボナッチ
時間の悪魔。二本の角とタキシード服が特徴。七百年前に時間の法則を発見し、時間を移動する能力を得た。フィボナッチは自分が現れる場所の予言を世界各地に残し、その場所に集まった者の中の一人の望みを叶える。これは「フィボナッチの予言」と呼ばれる。
ピックマン
太古の昔より生きる創世の巨神。アーサーの旧友で、義理深い性格。親族が多く、その一族は人間に恐れられるとともに尊敬されていた。彼らもまた感染者の襲撃によって絶滅の危機に瀕するが、ある「契約」を結ぶことによってなんとか生き延びている。
猿の手を持つ少女
フィボナッチの能力で過去の日本へ行ったアーサーが出会った少女。三つの願いを叶えるという幻の呪具「猿の手」の持ち主。その容姿はヘレンespの主人公、ヘレン・高原・ラ・グィードに酷似している。

## 用語
感染爆発（パンデミック）
初期は南米の一地域の感染病だった新種のバクテリアが突然変異を起こし、空気媒介によって全世界で急速に感染する。そのバクテリアに感染した人間は初期症状として悪寒、発熱、激しい嘔吐を起こした後、昏睡する。昏睡から醒めた人間は知能指数と体力が大きく上昇し、人間社会に溶け込んで搾取を行ってきた人外の支配者たちの存在に気づいた。こうして進化した人間たちは、旧支配者たちへの復讐を実行する。
猿の手
三つの願いを叶えるという幻の呪具。その魔力は絶大だが、願い通りの結果が得られるかはわからない。

## 単行本
- 第1巻 ISBN 978-4-84-013778-2 （2011年3月31日初版発行）